# الركنية (ولاية قالمة)
الركنية مدينة وبلدية تابعة إقليميا إلى دائرة حمام دباغ ولاية قالمة الجزائرية، أنشئــت بموجب قرار وزاري رقم : 846 بتاريخ : 14 جانفي 1957.

## المساحة والسكان
المساحة الإجمالية لبلدية الركنية 225.34 كم 2 منها : 52 ٪ أراضـي جبلية و : 48 ٪ سهول ومرتفعات .
عدد سكانها 9752 نسمة (2008) منهم 7617 نسمة بمركز البلدية و 2135 نسمة يتوزعون على 6 تجمعات ثانوية وقرى.

## الفلاحة
المساحـــة الفلاحيـــة الإجماليـــة 6284 هكتار منها 4740 هكتار مستغلة

## التعليــم
- 04 مدارس ابتدائية
- 02 أكماليات
- ثانوية واحدة

## الصحة
- مركز صحـي
- و قد تم إنجاز03 قاعات للعلاج بحي قايدي عمار وحي محمد شطيبي.

## شبكة الطرقات
- شبكة الطرق تبلـــغ ـــ 87 كلــــم
  - الولائية ــ 23 كلــــــم جيدة الحالة
  - البلدية ــ 27 كلـــــم متدهورة الحالة
  - مسالك ـــ 37 كلــــــم معظمها غير صالحــــــة .

## السياحة
توجد منطقتيـن أثريتين تعودا إلى ما قبل التاريـــخ
- بمزيات
- بالركنية ( السطحة ) أكبر مقبـرة مغاليثيـة فـي شمــال إفريقيا

## وصلات أخرى

### وصلات خارجية
1. ↑  GeoNames (بالإنجليزية), 2005, QID:Q830106
2. ↑  "معلومات عن الركنية (ولاية قالمة) على موقع geonames.org". geonames.org. مؤرشف من الأصل في 2019-12-11.